# Europa Cup (korfbal) 1997
De Europacup korfbal 1997 was de 12e editie van dit internationale zaalkorfbaltoernooi. Voor de eerste keer in de toernooigeschiedenis werd het toernooi gespeeld in Spanje.

## Deelnemers
Poule A
| Club        | Plaats    | Poule |
| ----------- | --------- | ----- |
| Oost-Arnhem | Arnhem    | A     |
| MAFC        | Boedapest | A     |
| VKC Kolín   | Kolín     | A     |

Poule B
| Club                      | Plaats    | Poule |
| ------------------------- | --------- | ----- |
| Catba                     | Antwerpen | B     |
| Sant Llorenç Korfbal Club | Terrassa  | B     |
| Croydon                   | Londen    | B     |

### Poulefase Wedstrijden
Poule A
| Thuisploeg  |   | Uitploeg  | Uitslag |
| ----------- | - | --------- | ------- |
| Oost-Arnhem | - | MAFC      | 20-8    |
| Oost-Arnhem | - | VKC Kolín | 29-9    |
| MAFC        | - | VKC Kolín | 15-16   |

Poule B
| Thuisploeg  |   | Uitploeg    | Uitslag |
| ----------- | - | ----------- | ------- |
| St. Llorenc | - | Croydon     | 15-13   |
| Catba       | - | Croydon     | 24-7    |
| Catba       | - | St. Llorenc | 34-11   |

## Finales
| 5e&6e plaats |         |    |
|              |         |    |
| A3           | MAFC    | 14 |
| B3           | Croydon | 19 |

| 3e&4e plaats |             |    |
|              |             |    |
| A2           | VKC Kolín   | 22 |
| B2           | St. Llorenc | 8  |

| Finale |             |    |
|        |             |    |
| A1     | Oost-Arnhem | 19 |
| B1     | Catba       | 20 |

| Kampioen EuropaCup 1997 |
| ----------------------- |
| Catba Tweede titel      |

## Eindklassement
| Positie | Club        |
| ------- | ----------- |
| Goud    | Catba       |
| Zilver  | Oost-Arnhem |
| Brons   | VKC Kolín   |
| 4       | St. Llorenc |
| 5       | Croydon     |
| 6       | MAFC        |